# Sosnowka (rejon isilkulski)
Sosnowka (ros. Сосновка) – wieś (dieriewnia) w Rosji, w obwodzie omskim, w rejonie isilkulskim. W 2010 liczyła 27 mieszkańców.